# Senatori della Legislatura 2016-2020 della Romania
Questo elenco riporta i nomi dei senatori della legislatura 2016-2020 della Romania dopo le elezioni parlamentari del 2016 per gruppo parlamentare di adesione nella "composizione storica".

## Riepilogo della composizione
Di seguito tabella riassuntiva del numero dei mandati suddivisi per gruppo parlamentare ad inizio e fine legislatura e al 1º gennaio di ogni anno.
| Gruppi parlamentari | Gruppi parlamentari                     | Inizio | 2017 | 2018 | 2019 | 2020 | Fine | Differenza tra fine e inizio legislatura |
| ------------------- | --------------------------------------- | ------ | ---- | ---- | ---- | ---- | ---- | ---------------------------------------- |
|                     | Partito Social Democratico              | 67     | 67   | 67   | 69   | 69   | 68   | +1                                       |
|                     | Partito Nazionale Liberale              | 30     | 30   | 29   | 25   | 27   | 31   | +1                                       |
|                     | Unione Salvate la Romania               | 13     | 13   | 13   | 13   | 13   | 13   | -                                        |
|                     | Unione Democratica Magiara di Romania   | 9      | 9    | 9    | 9    | 9    | 9    | -                                        |
|                     | Alleanza dei Liberali e dei Democratici | 9      | 9    | 9    | 12   | -    | -    | -9                                       |
|                     | Partito del Movimento Popolare          | 8      | 8    | 8    | -    | -    | -    | -8                                       |
|                     | Non iscritti                            | -      | -    | 1    | 8    | 18   | 14   | +14                                      |
| Totale              | Totale                                  | 136    | 136  | 136  | 136  | 136  | 135  |                                          |

## Gruppi parlamentari

### Partito Social Democratico

#### Presidente
- Ștefan Radu Oprea (dal 21 ottobre 2020)
- Radu Cosmin Preda (dal 2 settembre 2019 al 21 ottobre 2020)
- Șerban Nicolae (fino al 15 maggio 2017 e dal 1º settembre 2017 al 2 settembre 2019)
- Mihai Fifor (dal 15 maggio 2017 al 1º settembre 2017)

#### Vicepresidenti
- Elena Lavinia Craioveanu
- Liviu Lucian Mazilu
- Bogdan Matei (dal 1º settembre 2020)
- Cristina Mariana Stocheci (dal 3 febbraio 2020)
- Doina Silistru (dal 3 febbraio 2020)
- Florian Dorel Bodog (dal 4 febbraio 2019)
- Roxana Natalia Pațurcă (fino al 1º settembre 2020)
- Ovidiu Cristian Dan Marciu (fino al 3 febbraio 2020)
- Gabriel Leș (dal 1º settembre 2017 al 4 febbraio 2019)
- Ioan Deneș (fino al 1º settembre 2017)

#### Segretari
- Ovidiu Cristian Dan Marciu (dal 1º settembre 2020)
- Cristina Mariana Stocheci (fino al 1º settembre 2020)

#### Membri
- Ecaterina Andronescu
- Emilia Arcan
- Viorel Arcaș
- Nicolae Avram
- Florian Dorel Bodog
- Liviu Brăiloiu
- Ionel Daniel Butunoi
- Robert Cazanciuc
- Florin Cârciumaru
- Ioan Narcis Chisăliță
- Titus Corlățean
- Mihnea Cosmin Costoiu
- Elena Lavinia Craioveanu
- Gabriela Crețu
- Carmen Dan
- Ioan Deneș
- Renică Diaconescu
- Eugen Dogariu
- Cristian Dumitrescu
- Marius Dunca
- Doina Federovici
- Mihai Fifor
- Virginel Iordache
- Gabriel Leș
- Victorel Lupu
- Dan Manoliu
- Ovidiu Cristian Dan Marciu
- Gheorghe Marin
- Bogdan Matei
- Liviu Lucian Mazilu
- Ștefan Mihu
- Nicolae Moga
- Ștefan Radu Oprea
- Ovidiu Florin Orțan
- Roxana Natalia Pațurcă
- Marian Pavel
- Doru Adrian Păunescu
- Gheorghe Pop
- Radu Cosmin Preda
- Cornel Resmeriță
- Lucian Romașcanu
- Ion Rotaru
- Viorel Salan
- Liliana Sbîrnea
- Doina Silistru
- Miron Alexandru Smarandache
- Aurel Horea Soporan
- Ioan Stan
- Paul Stănescu
- Cristina Mariana Stocheci
- Eugen Teodorovici
- Vasilică Toma
- Lucian Trofin
- Șerban Valeca
- Ioan Vulpescu
- Ioan Simionca (dal 7 luglio 2020)
- Dorel Covaci (dal 7 luglio 2020)
- Emanoil Savin (fino al 25 settembre 2019 e dal 19 febbraio 2020)
- Emanuel Gabriel Botnariu (fino al 13 novembre 2018 e dal 3 febbraio 2020)
- Teodor Meleșcanu (dal 23 settembre 2019)
- Ionuț Sibinescu (dal 23 settembre 2019)
- Daniel Zamfir (dal 23 settembre 2019)
- Ilie Niță (dal 2 settembre 2019)
- Carmen Dima (dal 19 giugno 2019)
- Ion Ganea (dal 29 maggio 2019)
- Scarlat Iriza (dal 3 settembre 2018)
- Siminica Mirea (dal 26 giugno 2018)
- Liviu Pop (dal 20 febbraio 2017)
- Șerban Nicolae (fino al 3 novembre 2020)
- Niculae Bădălău (fino al 14 ottobre 2020)
- Daniel Breaz (fino all'8 settembre 2020)
- Adrian Nicolae Diaconu (fino al 1º luglio 2020)
- Eugen Gioancă (dal 19 giugno 2019 al 3 febbraio 2020)
- Ioan Talpoș (dal 4 giugno 2018 al 21 ottobre 2019)
- Vasile Ilea (fino al 2 settembre 2019)
- Nicolae Marin (fino al 2 settembre 2019)
- Dragoș Benea (fino al 19 giugno 2019)
- Claudiu Manda (fino al 19 giugno 2019)
- Adrian Țuțuianu (fino al 25 novembre 2018)
- Sorina Pintea (fino al 20 febbraio 2017)

### Partito Nazionale Liberale

#### Presidente
- Daniel Fenechiu (dal 26 novembre 2019)
- Florin Vasile Cîțu (dal 7 novembre 2018 al 26 novembre 2019)
- Iulian Dumitrescu (dal 1º settembre 2017 al 7 novembre 2018)
- Mario Ovidiu Oprea (fino al 1º settembre 2017)

#### Vicepresidenti
- Ioan Cristina
- Nazare Eugen Țapu
- Nicoleta Pauliuc (dal 26 novembre 2019)
- Răducu Filipescu (dal 4 febbraio 2019)
- Eugen Pîrvulescu (dal 1º febbraio 2018)
- Daniel Fenechiu (dal 4 febbraio 2019 al 26 novembre 2019)
- Mario Ovidiu Oprea (dal 1º settembre 2017 al 3 settembre 2018 e dal 1º aprile 2019 al 1º settembre 2019)
- George Cătălin Stângă (dal 1º febbraio 2018 al 7 novembre 2018)
- Siminica Mirea (fino al 26 giugno 2018)

#### Segretari
- Eleonora Carmen Hărău (dal 26 novembre 2019)
- Nicoleta Pauliuc (fino al 26 novembre 2019)

#### Membri
- Viorel Riceard Badea
- Romulus Bulacu
- Constantin Daniel Cadariu
- Iancu Caracota
- Mircea Vasile Cazan
- Florin Vasile Cîțu
- Ioan Cristian Chirteș
- Ioan Cristina
- Leon Dănăilă
- Iulian Dumitrescu
- Daniel Fenechiu
- Răducu Filipescu
- Alina Gorghiu
- Eleonora Carmen Hărău
- Mario Ovidiu Oprea
- Nicoleta Pauliuc
- Eugen Pîrvulescu
- Alexandru Pereș
- Cornel Popa
- Laura Iuliana Scântei
- George Cătălin Stângă
- Costel Șoptică
- Cătălin Dumitru Toma
- Nazare Eugen Țapu
- Marcel Vela
- Viorel Ilie (fino al 12 giugno 2018 e dal 26 febbraio 2020)
- Marius Nicoară (fino al 17 giugno 2018 e dal 26 febbraio 2020)
- Ion Popa (dal 26 febbraio 2020)
- Eugen Gioancă (dal 3 febbraio 2020)
- Vergil Chițac (fino al 13 settembre 2017 e dal 26 novembre 2019)
- Ioan Talpoș (dal 21 ottobre 2019)
- Siminica Mirea (fino al 26 giugno 2018)
- Daniel Zamfir (fino al 17 giugno 2018)

### Unione Salvate la Romania

#### Presidente
- Radu Mihai Mihail (dal 3 febbraio 2020)
- Adrian Wiener (dal 4º febbraio 2019 al 3 febbraio 2020)
- Cristian Ghica (fino al 4 febbraio 2019)

#### Vicepresidenti
- Silvia Dinică (dal 3 febbraio 2020)
- Nicoleta Ramona Dinu (dal 3 febbraio 2020)
- George Nicolae Marussi (dal 3 febbraio 2020)
- Mihai Goțiu (dal 1º febbraio 2018)
- Nicu Fălcoi (dal 2 settembre 2019 al 3 febbraio 2020)
- Dan Lungu (dal 2 settembre 2019 al 3 febbraio 2020)
- Florina Raluca Presadă (fino al 4 febbraio 2019 e dal 2 settembre 2019 al 3 febbraio 2020)
- Vlad Alexandrescu (fino al 2 settembre 2019)
- Allen Coliban (dal 4 febbraio 2019 al 2 settembre 2019)
- George Edward Dircă (dal 3 settembre 2018 al 2 settembre 2019)
- Radu Mihai Mihail (fino al 4 febbraio 2019)

#### Segretari
- Vlad Alexandrescu (dal 3 febbraio 2020)
- George Nicolae Marussi (dal 1º febbraio 2018 al 3 febbraio 2020)
- George Edward Dircă (fino al 3 settembre 2018)

#### Membri
- Vlad Alexandrescu
- Allen Coliban
- Silvia Dinică
- Nicoleta Ramona Dinu
- George Edward Dircă
- Nicu Fălcoi
- Cristian Ghica
- Mihai Goțiu
- Dan Lungu
- George Nicolae Marussi
- Radu Mihai Mihail
- Florina Raluca Presadă
- Adrian Wiener

### Unione Democratica Magiara di Romania

#### Presidente
- Attila Zoltán Cseke

#### Vicepresidenti
- László Ődőn Fejér

#### Segretari
- Károly Zsolt Császár (dal 1º febbraio 2018)
- Csaba Zoltán Novák (fino al 1º febbraio 2018)

#### Membri
- Károly Zsolt Császár
- Attila Zoltán Cseke
- Ákos Derzsi
- László Ődőn Fejér
- Attila László
- Csaba Zoltán Novák
- Barna Tánczos
- Lóránd Turos
- István Loránt Antal (dal 5 marzo 2018)
- Attila Verestóy (fino al 24 gennaio 2018)

### Alleanza dei Liberali e dei Democratici
Disciolto l'11 settembre 2019.

#### Presidente
- Călin Popescu Tăriceanu (dal 2 settembre 2019 all'11 settembre 2019)
- Daniel Zamfir (dal 26 giugno 2018 al 2 settembre 2019)
- Ionuț Sibinescu (dal 10 aprile 2017 al 26 giugno 2018)
- Viorel Ilie (fino al 10 aprile 2017)

#### Vicepresidenti
- Ion Hadârcă (fino all'11 settembre 2019)
- Ionuț Sibinescu (dal 3 ottobre 2018 all'11 settembre 2019)
- Ilie Niță (dal 1º febbraio 2018 al 2 settembre 2019)
- Teodor Meleșcanu (fino al 1º febbraio 2018)

#### Segretari
- Ioan Simionca (dal 1º febbraio 2018 all'11 settembre 2019)
- Ionuț Sibinescu (fino al 10 aprile 2017)

#### Membri
- Ion Hadârcă (fino all'11 settembre 2019)
- Viorel Ilie (fino all'11 settembre 2019)
- Teodor Meleșcanu (fino all'11 settembre 2019)
- Mihai Ruse (fino all'11 settembre 2019)
- Ionuț Sibinescu (fino all'11 settembre 2019)
- Ioan Simionca (fino all'11 settembre 2019)
- Călin Popescu Tăriceanu (fino all'11 settembre 2019)
- Vasile Ilea (dal 2 settembre 2019 all'11 settembre 2019)
- Nicolae Marin (dal 2 settembre 2019 all'11 settembre 2019)
- Adrian Țuțuianu (dal 2 settembre 2019 all'11 settembre 2019)
- Dorin Bădulescu (dal 5 luglio 2018 all'11 settembre 2019)
- Marius Nicoară (dal 17 giugno 2018 all'11 settembre 2019)
- Daniel Zamfir (dal 17 giugno 2018 all'11 settembre 2019)
- Ion Popa (dal 12 giugno 2018 all'11 settembre 2019)
- Ilie Niță (fino al 2 settembre 2019)
- Scarlat Iriza (fino al 3 settembre 2018)

### Partito del Movimento Popolare
Disciolto il 4 giugno 2018.

#### Presidente
- Dorin Bădulescu

#### Vicepresidenti
- Gheorghe Baciu
- Severica Rodica Covaciu
- Ioan Talpoș (dal 1º settembre 2017)
- Ion Ganea (fino al 1º settembre 2017)

#### Segretari
- Gabi Ionașcu

#### Membri
- Gheorghe Baciu (fino al 4 giugno 2018)
- Dorin Bădulescu (fino al 4 giugno 2018)
- Traian Băsescu (fino al 4 giugno 2018)
- Severica Rodica Covaciu (fino al 4 giugno 2018)
- Gabi Ionașcu (fino al 4 giugno 2018)
- Vasile Cristian Lungu (fino al 4 giugno 2018)
- Ioan Talpoș (fino al 4 giugno 2018)
- Ion Ganea (fino al 29 maggio 2018)

### Non iscritti

#### Membri
- Șerban Nicolae (dal 3 novembre 2020)
- Daniel Breaz (dall'8 settembre 2020)
- Ion Hadârcă (dall'11 settembre 2019)
- Vasile Ilea (dall'11 settembre 2019)
- Nicolae Marin (dall'11 settembre 2019)
- Mihai Ruse (dall'11 settembre 2019)
- Călin Popescu Tăriceanu (dall'11 settembre 2019)
- Adrian Țuțuianu (dal 25 novembre 2018 al 2 settembre 2019 e dall'11 settembre 2019)
- Dorin Bădulescu (dal 4 giugno 2018 al 5 luglio 2018 e dall'11 settembre 2019)
- Cătălin Lucian Iliescu (dal 26 giugno 2019)
- Gheorghe Baciu (dal 4 giugno 2018)
- Severica Rodica Covaciu (dal 4 giugno 2018)
- Gabi Ionașcu (dal 4 giugno 2018)
- Vasile Cristian Lungu (dal 4 giugno 2018)
- Ioan Simionca (dall'11 settembre 2019 al 7 luglio 2020)
- Viorel Ilie (dall'11 settembre 2019 al 26 febbraio 2020)
- Marius Nicoară (dall'11 settembre 2019 al 26 febbraio 2020)
- Ion Popa (dall'11 settembre 2019 al 26 febbraio 2020)
- Emanoil Savin (dal 25 settembre 2019 al 19 febbraio 2020)
- Emanuel Gabriel Botnariu (dal 13 novembre 2018 al 3 febbraio 2020)
- Vergil Chițac (dal 13 settembre 2017 al 26 novembre 2019)
- Teodor Meleșcanu (dall'11 settembre 2019 al 23 settembre 2019)
- Ionuț Sibinescu (dall'11 settembre 2019 al 23 settembre 2019)
- Daniel Zamfir (dall'11 settembre 2019 al 23 settembre 2019)
- Traian Băsescu (dal 4 giugno 2018 al 19 giugno 2019)

## Modifiche intervenute

### Modifiche intervenute nella composizione del Senato
- Il 20 febbraio 2017 a Sorina Pintea (Partito Social Democratico), dimessasi l'8 febbraio 2017 dopo aver optato per il ruolo di direttore dell'ospedale distrettuale di Baia Mare[1], subentra Liviu Pop (Partito Social Democratico).
- Il 5 marzo 2018 a Attila Verestóy (Unione Democratica Magiara di Romania), deceduto il 24 gennaio 2018, subentra István Loránt Antal (Unione Democratica Magiara di Romania).
- Il 19 giugno 2019 a Dragoș Benea (Partito Social Democratico), eletto al parlamento europeo e dimessosi il 19 giugno 2019, subentra Carmen Dima (Partito Social Democratico).
- Il 19 giugno 2019 a Claudiu Manda (Partito Social Democratico), eletto al parlamento europeo e dimessosi il 19 giugno 2019, subentra Eugen Gioancă (Partito Social Democratico).
- Il 26 giugno 2019 a Traian Băsescu (Non iscritti), eletto al parlamento europeo e dimessosi il 19 giugno 2019, subentra Cătălin Lucian Iliescu (Non iscritti).
- Il 7 luglio 2020 a Adrian Nicolae Diaconu (Partito Social Democratico), dimessosi il 1º luglio dopo essere stato nominato vicepresidente del Consiglio nazionale per la lotta alla discriminazione (CNCD)[2], subentra Dorel Covaci (Partito Social Democratico).
- Il 14 ottobre 2020 Niculae Bădălău (Partito Social Democratico) si dimette dopo essere stato nominato vicepresidente dell'autorità di audit della Corte dei conti[3].

### Modifiche intervenute nella composizione dei gruppi

#### Partito Social Democratico
- Il 20 febbraio 2017 a Sorina Pintea (Partito Social Democratico), dimessasi l'8 febbraio 2017 dopo aver optato per il ruolo di direttore dell'ospedale distrettuale di Baia Mare[1], subentra Liviu Pop (Partito Social Democratico).
- Il 29 maggio 2018 aderisce al gruppo Ion Ganea, proveniente dal gruppo del Partito del Movimento Popolare.
- Il 4 giugno 2018 aderisce al gruppo Ioan Talpoș, proveniente dal gruppo del Partito del Movimento Popolare.
- Il 26 giugno 2018 aderisce al gruppo Siminica Mirea, proveniente dal gruppo del Partito Nazionale Liberale.
- Il 3 settembre 2018 aderisce al gruppo Scarlat Iriza, proveniente dal gruppo dell'Alleanza dei Liberali e dei Democratici.
- Il 13 novembre 2018 lascia il gruppo Emanuel Gabriel Botnariu, che aderisce al gruppo dei Non iscritti.
- Il 25 novembre 2018 lascia il gruppo Adrian Țuțuianu, che aderisce al gruppo dei Non iscritti.
- Il 19 giugno 2019 a Dragoș Benea (Partito Social Democratico), eletto al parlamento europeo e dimessosi il 19 giugno 2019, subentra Carmen Dima (Partito Social Democratico).
- Il 19 giugno 2019 a Claudiu Manda (Partito Social Democratico), eletto al parlamento europeo e dimessosi il 19 giugno 2019, subentra Eugen Gioancă (Partito Social Democratico).
- Il 2 settembre 2019 lasciano il gruppo Vasile Ilea e Nicolae Marin, che aderiscono al gruppo dell'Alleanza dei Liberali e dei Democratici.
- Il 2 settembre 2019 aderisce al gruppo Ilie Niță, proveniente dal gruppo dell'Alleanza dei Liberali e dei Democratici.
- Il 23 settembre 2019 aderiscono al gruppo Teodor Meleșcanu, Ionuț Sibinescu e Daniel Zamfir, provenienti dal gruppo dei Non iscritti.
- Il 25 settembre 2019 lascia il gruppo Emanoil Savin, che aderisce al gruppo dei Non iscritti.
- Il 21 ottobre 2019 lascia il gruppo Ioan Talpoș, che aderisce al gruppo del Partito Nazionale Liberale.
- Il 3 febbraio 2020 aderisce al gruppo Emanuel Gabriel Botnariu, proveniente dal gruppo dei Non iscritti.
- Il 3 febbraio 2020 lascia il gruppo Eugen Gioancă, che aderisce al gruppo del Partito Nazionale Liberale.
- Il 19 febbraio 2020 aderisce al gruppo Emanoil Savin, proveniente dal gruppo dei Non iscritti.
- Il 7 luglio 2020 aderisce al gruppo Ioan Simionca, proveniente dal gruppo dei Non iscritti.
- Il 7 luglio 2020 a Adrian Nicolae Diaconu (Partito Social Democratico), dimessosi il 1º luglio dopo essere stato nominato vicepresidente del Consiglio nazionale per la lotta alla discriminazione (CNCD)[2], subentra Dorel Covaci (Partito Social Democratico).
- L'8 settembre 2020 lascia il gruppo Daniel Breaz, che aderisce al gruppo dei Non iscritti.
- Il 14 ottobre 2020 Niculae Bădălău (Partito Social Democratico) si dimette dopo essere stato nominato vicepresidente dell'autorità di audit della Corte dei conti[3].
- Il 3 novembre 2020 lascia il gruppo Șerban Nicolae, che aderisce al gruppo dei Non iscritti.

#### Partito Nazionale Liberale
- Il 13 settembre 2017 lascia il gruppo Vergil Chițac, che aderisce al gruppo dei Non iscritti.
- Il 12 giugno 2018 lascia il gruppo Ion Popa, che aderisce al gruppo dell'Alleanza dei Liberali e dei Democratici.
- Il 17 giugno 2018 lasciano il gruppo Marius Nicoară e Daniel Zamfir, che aderiscono al gruppo dell'Alleanza dei Liberali e dei Democratici.
- Il 26 giugno 2018 lascia il gruppo Siminica Mirea, che aderisce al gruppo del Partito Social Democratico.
- Il 21 ottobre 2019 aderisce al gruppo Ioan Talpoș, proveniente dal gruppo del Partito Social Democratico.
- Il 26 novembre 2019 aderisce al gruppo Vergil Chițac, proveniente dal gruppo dei Non iscritti.
- Il 3 febbraio 2020 aderisce al gruppo Eugen Gioancă, proveniente dal gruppo del Partito Social Democratico.
- Il 26 febbraio 2020 aderiscono al gruppo Viorel Ilie, Marius Nicoară e Ion Popa, provenienti dal gruppo dei Non iscritti.

#### Unione Democratica Magiara di Romania
- Il 5 marzo 2018 a Attila Verestóy (Unione Democratica Magiara di Romania), deceduto il 24 gennaio 2018, subentra István Loránt Antal (Unione Democratica Magiara di Romania).

#### Alleanza dei Liberali e dei Democratici
- Il 4 giugno 2018 aderisce al gruppo Dorin Bădulescu, proveniente dal gruppo del Partito del Movimento Popolare.
- Il 12 giugno 2018 aderisce al gruppo Ion Popa, proveniente dal gruppo del Partito Nazionale Liberale.
- Il 17 giugno 2018 aderiscono al gruppo Marius Nicoară e Daniel Zamfir, provenienti dal gruppo del Partito Nazionale Liberale.
- Il 3 settembre 2018 lascia il gruppo Scarlat Iriza, che aderisce al gruppo del Partito Social Democratico.
- Il 2 settembre 2019 aderiscono al gruppo Vasile Ilea e Nicolae Marin, provenienti dal gruppo del Partito Social Democratico, e Adrian Țuțuianu, proveniente dal gruppo dei Non iscritti.
- Il 2 settembre 2019 lascia il gruppo Ilie Niță, che aderisce al gruppo del Partito Social Democratico.
- L'11 settembre 2019 il gruppo viene disciolto. I senatori Dorin Bădulescu, Ion Hadârcă, Vasile Ilea, Viorel Ilie, Teodor Meleșcanu, Nicolae Marin, Marius Nicoară, Ion Popa, Mihai Ruse, Ionuț Sibinescu, Ioan Simionca, Călin Popescu Tăriceanu, Adrian Țuțuianu e Daniel Zamfir aderiscono al gruppo dei Non iscritti.

#### Partito del Movimento Popolare
- Il 29 maggio 2018 lascia il gruppo Ion Ganea, che aderisce al gruppo del Partito Social Democratico.
- Il 4 giugno 2018 il gruppo viene disciolto. I senatori Gheorghe Baciu, Dorin Bădulescu, Traian Băsescu, Severica Rodica Covaciu, Gabi Ionașcu, Vasile Cristian Lungu aderiscono al gruppo dei Non iscritti. Ioan Talpoș aderisce al gruppo del Partito Social Democratico.

#### Non iscritti
- Il 13 settembre 2017 aderisce alla componente Vergil Chițac, proveniente dal gruppo del Partito Nazionale Liberale.
- Il 4 giugno 2018 si discioglie il gruppo parlamentare del Partito del Movimento Popolare. Aderiscono alla componente Gheorghe Baciu, Dorin Bădulescu, Traian Băsescu, Severica Rodica Covaciu, Gabi Ionașcu e Vasile Cristian Lungu.
- Il 5 luglio 2018 lascia la componente Dorin Bădulescu, che aderisce al gruppo dell'Alleanza dei Liberali e dei Democratici.
- Il 13 novembre 2018 aderisce alla componente Emanuel Gabriel Botnariu, proveniente dal gruppo del Partito Social Democratico.
- Il 25 novembre 2018 aderisce alla componente Adrian Țuțuianu, proveniente dal gruppo del Partito Social Democratico.
- Il 26 giugno 2019 a Traian Băsescu (Non iscritti), eletto al parlamento europeo e dimessosi il 19 giugno 2019, subentra Cătălin Lucian Iliescu (Non iscritti).
- Il 2 settembre 2019 lascia la componente Adrian Țuțuianu, che aderisce al gruppo dell'Alleanza dei Liberali e dei Democratici.
- L'11 settembre 2019 si discioglie il gruppo parlamentare dell'Alleanza dei Liberali e dei Democratici. Aderiscono alla componente Dorin Bădulescu, Ion Hadârcă, Vasile Ilea, Viorel Ilie, Teodor Meleșcanu, Nicolae Marin, Marius Nicoară, Ion Popa, Mihai Ruse, Ionuț Sibinescu, Ioan Simionca, Călin Popescu Tăriceanu, Adrian Țuțuianu e Daniel Zamfir.
- Il 23 settembre 2019 lasciano la componente Teodor Meleșcanu, Ionuț Sibinescu e Daniel Zamfir, che aderiscono al gruppo del Partito Social Democratico.
- Il 25 settembre 2019 aderisce alla componente Emanoil Savin, proveniente dal gruppo del Partito Social Democratico.
- Il 26 novembre 2019 lascia la componente Vergil Chițac, che aderisce al gruppo del Partito Nazionale Liberale.
- Il 3 febbraio 2020 lascia la componente Emanuel Gabriel Botnariu, che aderisce al gruppo del Partito Social Democratico.
- Il 19 febbraio 2020 lascia la componente Emanoil Savin, che aderisce al gruppo del Partito Social Democratico.
- Il 26 febbraio 2020 lasciano la componente Viorel Ilie, Marius Nicoară e Ion Popa, che aderiscono al gruppo del Partito Nazionale Liberale.
- Il 7 luglio 2020 lascia la componente Ioan Simionca, che aderisce al gruppo del Partito Social Democratico.
- L'8 settembre 2020 aderisce alla componente Daniel Breaz, proveniente dal gruppo del Partito Social Democratico.
- Il 3 novembre 2020 aderisce alla componente Șerban Nicolae, proveniente dal gruppo del Partito Social Democratico.